# كلاوديو أوكونور
كلاوديو أوكونور (بالإسبانية: Claudio O'Connor)‏ هو مغني أرجنتيني، ولد في 28 أبريل 1963 في لايافالول في الأرجنتين.

## وصلات خارجية
- كلاوديو أوكونور على موقع IMDb (الإنجليزية)
- كلاوديو أوكونور على موقع ميوزك برينز (الإنجليزية)
- كلاوديو أوكونور على موقع ديسكوغز (الإنجليزية)